# بيلي نوردستروم
بيلي نوردستروم (بالسويدية: Billy Nordström)‏ هو لاعب كرة قدم سويدي في مركز الدفاع، ولد في 18 سبتمبر 1995 في Angered ‏ في السويد. لعب مع نادي غوتبورغ.

## وصلات خارجية
- بيلي نوردستروم على موقع اتحاد السويد (السويدية)
- بيلي نوردستروم على موقع قاعدة بيانات كرة القدم.إي يو (الإنجليزية)
- بيلي نوردستروم على موقع Soccerway.com (الإنجليزية)